# Noel Hogan
Noel Anthony Hogan (Moyross, Limerick, 25 de diciembre de 1971) es un músico irlandés, más conocido por ser el guitarrista y coescritor de las canciones del grupo de rock alternativo The Cranberries.

## Carrera

### The Cranberries
Noel Hogan formó el grupo The Cranberries en el año 1989 junto a su hermano Mike, Fergal Lawler y Niall Quinn. Este último solo estuvo en el grupo hasta 1990, año en que fue sustituido por la vocalista Dolores O'Riordan, que, junto a Noel, se convertiría en compositora y letrista del grupo.
Consiguieron discos de gran éxito, entre los que destacan Everybody Else Is Doing It, So Why Can't We?, No Need to Argue, To the Faithful Departed y Bury the Hatchet, además de canciones tan exitosas como «Linger», «Dreams», «Zombie», «Ode to My Family», «Animal Instinct» o «Just My Imagination», entre otras. En total, vendieron más de 40 millones de discos en todo el mundo.
A mediados de 2003, y debido en parte al poco éxito de su disco Wake up and Smell the Coffee, el grupo tuvo un paréntesis de seis años, hasta que en 2009 se reunieron de nuevo con una gran gira por todo el mundo.
Sin embargo, después de otros dos discos más de estudio, Roses y Something Else, la tragedia sacudió al grupo el 15 de enero de 2018, fecha en que inesperadamente falleció Dolores O'Riordan a los 46 años. Noel Hogan manifestó en nombre del grupo que, después del lanzamiento del álbum In the End, del que ya tenían la parte vocal grabada, el grupo se disolvería. El disco salió en abril de 2019 y Hogan comunicó el final del grupo, diciendo: "The Cranberries éramos los cuatro. No hay razón para continuar sin Dolores. Así que lo dejaremos después de esto".

### En solitario
Hogan realizó un álbum en solitario, bajo el seudónimo de "Mono Band", el cual fue lanzado el 20 de mayo de 2005, en Irlanda. Las primeras canciones lanzadas del disco fueron "Waves" y "Brighter Sky". En "Waves" hace un dueto en las voces con Richard Walters, y la versión de "Brighter Sky" es un remix de Steve Hillier.
La creación del álbum se inició en el verano de 2003. Hogan produjo dos canciones conjuntamente con el programador Matt Vaughan, quien también participó en cuatro trabajos de The Cranberries y con canciones de Dolores O'Riordan en solitario.
Hogan ha colaborado además como productor con distintos cantantes como Richard Walters, Alexandra Hamnede y Kate Kobro, conjuntamente con el veterano productor de The Cranberries Stephen Street, para compilar un mix ecléctico de once canciones.